# California Dreamin'
California Dreamin' е игралния дебют на румънския режисьор Кристин Немеску (1979 – 2006), който загива в автомобилна катастрофа и така филмът му остава недовършен. Печели наградата особен поглед на фестивала в Кан през 2007 година.
 Внимание:  Текстът по-долу разкрива сюжета на произведението (или части от него)!
Лентата разказва за културния сблъсък на американските военни и румънските селяни, което води до редица комични ситуации. Началникът на гарата в Капланица Доряну решава да спази закона и отказва да пусне влакова композиция с военна техника и военни, пътуващи за Косово през 1999. Местните хора чакат американците още от втората световна война и гледат на тях като на спасители. Вместо това те се изявяват като хора без всякакви задръжки, свикнали да властват навсякъде. При организирано тържество от кмета на Капланица се получават оргии с участието на американските рейнджъри и местните девойки.
Филмът печели сърцата на зрителите със своята откровеност и искреност и показва каква огромна загуба е смъртта на Кристин Немеску за световното кино.